# مفاهيم علمية خاطئة
المفاهيم العلمية الخاطئة هي معتقدات شائعة حول العلم لا أساس لها من الحقائق العلمية الفعلية. يمكن أن تشير المفاهيم العلمية الخاطئة أيضًا إلى مفاهيم مسبقة تستند إلى التأثيرات الدينية و/أو الثقافية. تحدث العديد من المفاهيم العلمية الخاطئة بسبب أساليب التدريس الخاطئة والطبيعة البعيدة أحيانًا للنصوص العلمية الحقيقية. نظرًا لأن المعرفة والمفاهيم الخاطئة السابقة لدى الطلاب هي عوامل مهمة لتعلم العلوم، يجب أن يكون معلمو العلوم قادرين على تحديد هذه المفاهيم ومعالجتها.

## الأنواع

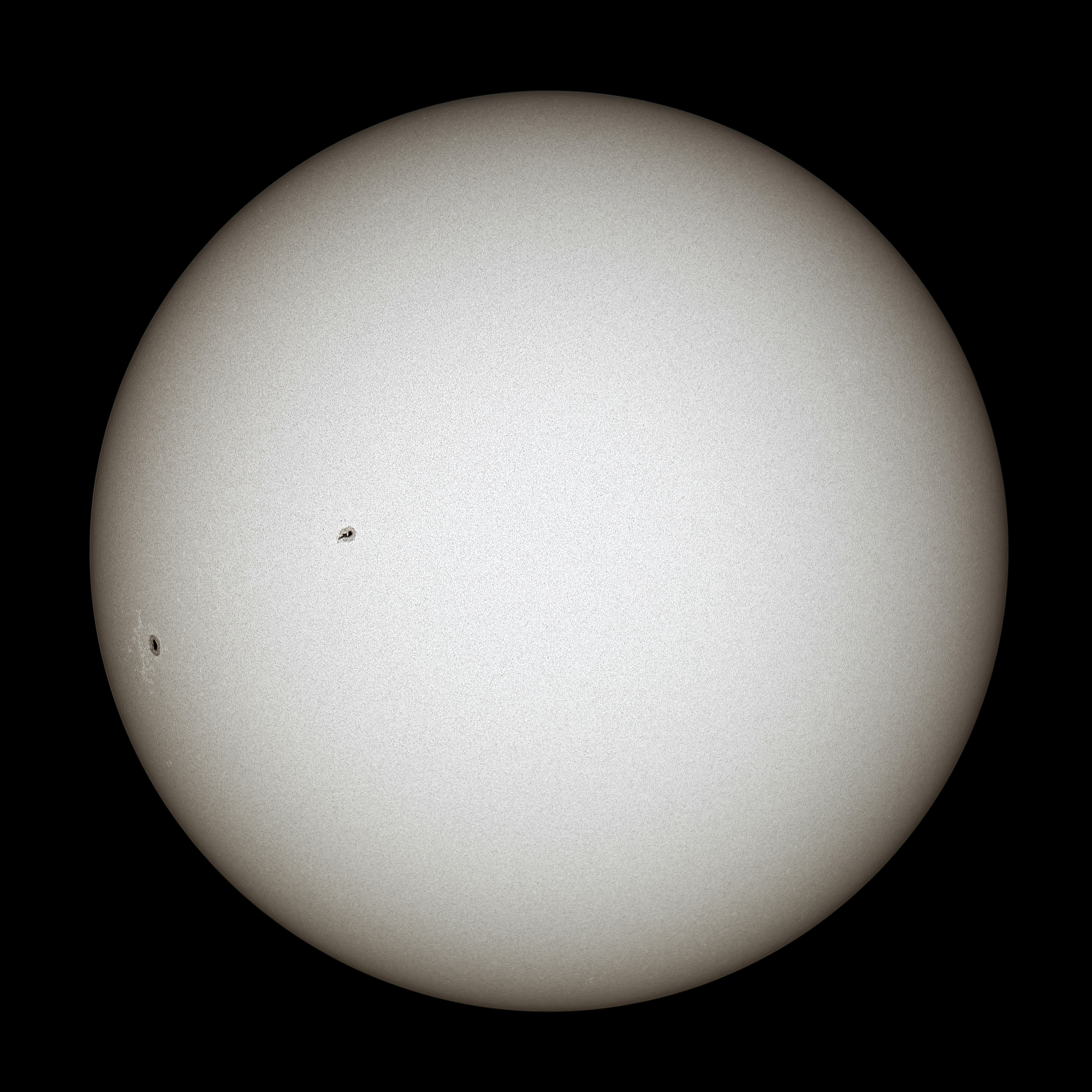
من المعتقدات الخاطئة الشائعة أن الشمس حمراء أو برتقالية أو صفراء. في الواقع، الشمس بيضاء كما هو واضح في هذه الصورة ذات الألوان الحقيقية الخافتة التي تم التقاطها باستخدام مرشح شمسي.

المفاهيم الخاطئة (المعروفة أيضًا باسم المفاهيم البديلة، والأطر البديلة، وما إلى ذلك) هي قضية رئيسية في البنائية في تعليم العلوم، وهو منظور نظري رئيسي يوجه تدريس العلوم. المفهوم العلمي الخاطئ هو فهم خاطئ أو غير صحيح لمفهوم أو مبدأ علمي، غالبًا ما ينتج عن التبسيط المفرط، أو المعلومات غير الدقيقة، أو سوء تطبيق المعرفة البديهية. يمكن أن تنشأ المفاهيم الخاطئة بسبب مجموعة متنوعة من العوامل، مثل الخبرات الشخصية، أو المعتقدات الثقافية، أو الطريقة التي يتم بها تقديم المعلومات في البيئات التعليمية. تعد معالجة المفاهيم الخاطئة العلمية أمرًا بالغ الأهمية لتطوير فهم أكثر دقة للعالم الطبيعي وتحسين الثقافة العلمية. بشكل عام، تستند المفاهيم الخاطئة العلمية إلى عدد قليل من "مجالات المعرفة البديهية، بما في ذلك الميكانيكا الشعبية (حدود وحركات الأشياء)، وعلم الأحياء الشعبي (تكوينات وعلاقات الأنواع البيولوجية)، وعلم النفس الشعبي (الوكلاء التفاعليون والسلوك الموجه نحو الهدف)"، التي تمكن البشر من التفاعل بشكل فعال مع العالم الذي تطوروا فيه. إن عدم تطابق هذه العلوم الشعبية بدقة مع النظرية العلمية الحديثة ليس بالأمر غير المتوقع. المصدر الرئيسي الثاني للمفاهيم العلمية الخاطئة هو المفاهيم الخاطئة التعليمية، والتي يتم تحفيزها وتعزيزها أثناء التدريس (في التعليم الرسمي).
كان هناك بحث مكثف في الأفكار غير الرسمية للطلاب حول مواضيع العلوم، وقد اقترحت الدراسات أن المفاهيم الخاطئة المبلغ عنها تختلف بشكل كبير من حيث الخصائص مثل التماسك والاستقرار والاعتماد على السياق ونطاق التطبيق وما إلى ذلك. يمكن تقسيم المفاهيم الخاطئة إلى خمس فئات أساسية:
1. المفاهيم المسبقة
2. المعتقدات غير العلمية
3. سوء الفهم المفاهيمي
4. المفاهيم الخاطئة العامية
5. المفاهيم الخاطئة الواقعية

المفاهيم المسبقة هي التفكير في مفهوم بطريقة واحدة فقط. وخاصة الحرارة والجاذبية والطاقة. بمجرد أن يعرف الشخص كيف يعمل شيء ما، يصعب تخيله يعمل بطريقة مختلفة. المعتقدات غير العلمية هي المعتقدات المكتسبة خارج الأدلة العلمية. على سبيل المثال، معتقدات المرء حول تاريخ العالم بناءً على الكتاب المقدس. سوء الفهم المفاهيمي هو أفكار حول ما يعتقد المرء أنه يفهمه بناءً على تجاربه الشخصية أو ما قد يكون قد سمعه. لا يستوعب المرء المفهوم بشكل كامل ولا يفهمه. تحدث المفاهيم الخاطئة العامية عندما يكون لكلمة واحدة معنيان مختلفان تمامًا، خاصة فيما يتعلق بالعلم والحياة اليومية. المفاهيم الخاطئة الواقعية هي أفكار أو معتقدات يتم تعلمها في سن مبكرة ولكنها في الواقع غير صحيحة.
في حين أن معظم المفاهيم الخاطئة لدى الطلاب لا يتم التعرف عليها، فقد كانت هناك جهود غير رسمية لتحديد الأخطاء والمفاهيم الخاطئة الموجودة في الكتب المدرسية.